# Weasel Walter

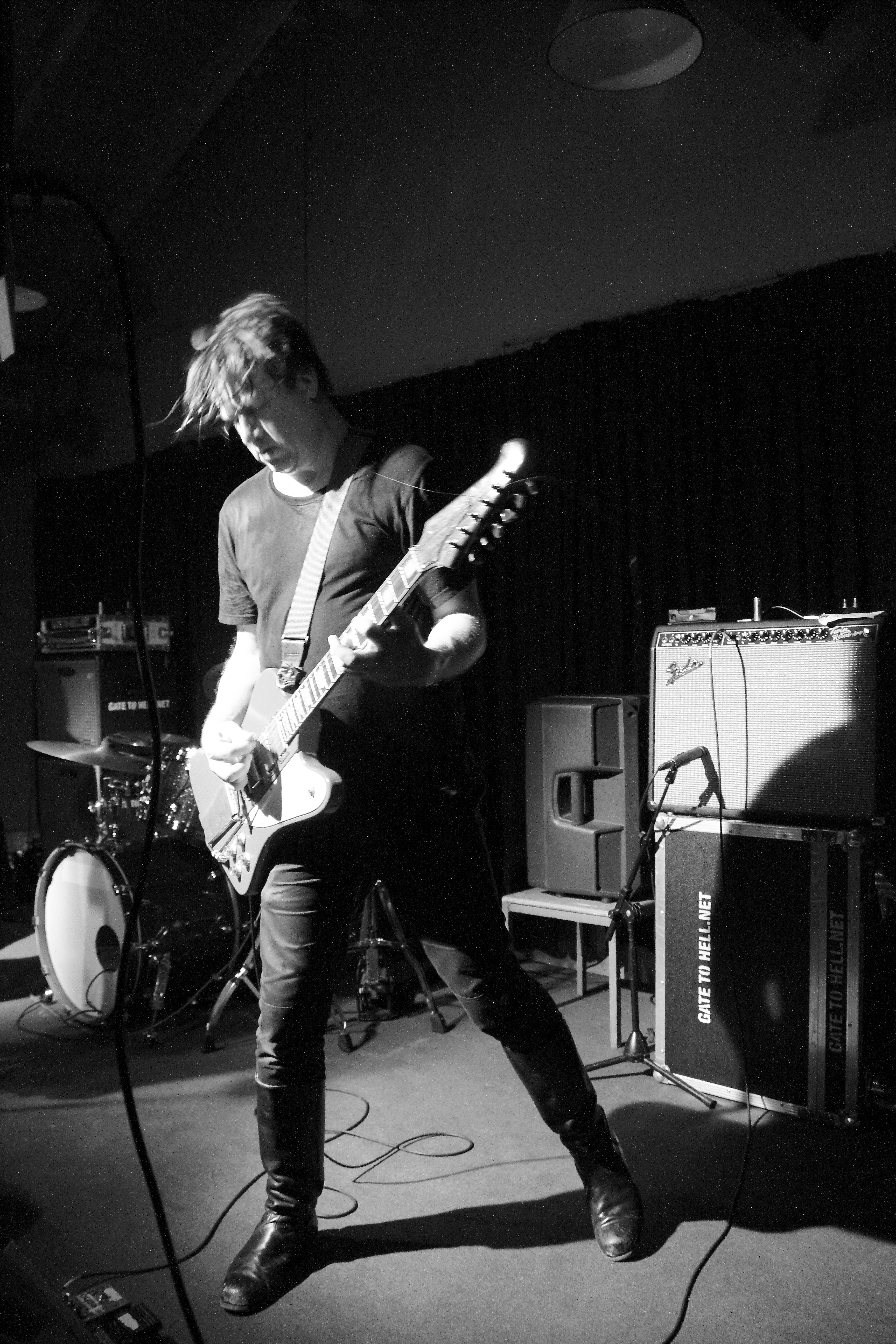
Mit Lydia Lunch Retrovirus im club W71, 2017

Christopher „Weasel“ Walter (* 18. Mai 1972 in Rockford, Illinois) ist ein US-amerikanischer Fusion- und Jazz-Musiker (Schlagzeug, Gitarre), Komponist und Bandleader.

## Leben und Wirken
„Weasel“ Walter begann zunächst als Gitarrist mit elf Jahren Punkrock zu spielen und war dann Bassist in einer Heavy-Metal-Band, bevor er sich mit Free Jazz beschäftigte. 1990 zog er nach Chicago, wo er Musik studierte, u. a. in der Spielstätte Southend Musicworks auftrat und Bassist in Anthony Braxtons Workshop Orchestra war. Zunächst bildete er ein Improvisationskollektiv mit Josh Berman und William Pisarri, das aber nur für ein Konzert Bestand hatte; ab Herbst 1991 arbeitete er mit seinem Lehrer Hal Russell und bildete mit diesem die Formation The Flying Luttenbachers (die Walter bis 2007 leitete). 1995 schloss er sein Studium mit dem Bachelor in Komposition ab.
In den folgenden Jahren arbeitete er in der amerikanischen Alternative-Rock-, Jazz-, Noise- und Improvisationsszene, u. a. mit Marc Edwards, Peter Evans, Vinny Golia, Mary Halvorson, John Lindberg, Mario Rechtern und Damon Smith. 2000 legte er das Album Tribute to Masayuki Takayanagi vor, bei dem Jim O’Rourke und Fred Lonberg-Holm mitwirkten. Mit Lonberg-Holm und Kevin Drumm veröffentlichte er 2003 Eruption (Grob). Mit Lydia Lunch, Tim Dahl und Bob Bert bildete er die Band Lydia Lunch Retrovirus. Mit Dragonfly Breath III entstand das Album Live at the Stone: Megaloprepus Caerulatus (2016, mit Steve Swell, Paul Flaherty, C. Spenser Yeh). 2019 legte er mit Jeb Bishop und Alex Ward das Album Flayed (Ugexplode Records) vor.